# Фридман, Шмуэль
Шмуэль Фридман (англ. Shmuel Friedman, ивр. שמואל פרידמן‎, род. 1951) — израильский шахматист и игрок в бридж.

## Профессиональная карьера

### Шахматы
Участник двух чемпионатов Израиля. В чемпионате 1971 / 1972 гг. участвовал в дележе 2—5 мест (о дополнительных мероприятиях, направленных на распределение призов, информации нет).
В составе сборной Израиля участник шахматной олимпиады 1972 г. (выполнял функцию 2-го запасного участника) и командного чемпионата мира среди студентов 1972 г.
Участник сильного по составу международного турнира в Нетании (1973 г.).

### Бридж
В составе сборной Израиля участник молодежных чемпионатов Европы в Копенгагене (1974 г.) и Лунде (1976 г.), командного чемпионата Европы в Килларни.

## Основные спортивные результаты
| Год         | Город             | Соревнование                                                          | + | − | = | Результат | Место       |
| ----------- | ----------------- | --------------------------------------------------------------------- | - | - | - | --------- | ----------- |
| 1971 / 1972 | Хайфа — Тель-Авив | Чемпионат Израиля                                                     | 5 | 2 | 8 | 9 из 15   | 2—5         |
| 1972        | Грац              | Командный чемпионат мира среди студентов (сборная Израиля, ?-я доска) | 2 | 4 | 5 | 4½ из 11  |             |
|             | Скопье            | XX Олимпиада (сборная Израиля, 2-й запасной)                          | 6 | 1 | 3 | 7½ из 10  |             |
| 1973        | Нетания           | Международный турнир                                                  | 4 | 5 | 6 | 7 из 15   | 9—10        |
| 1973 / 1974 | Стокгольм         | Кубок Рилтона                                                         |   |   |   |           | [ 5 ] [ 6 ] |
| 1974        | Тель-Авив         | Чемпионат Израиля                                                     | 7 | 5 | 3 | 8½ из 15  | 5—8         |